# Tour Joséphine
La tour Joséphine, désignée aussi sous le nom de tour du Vieux Môle, se situe dans la commune de Saint-Gilles-Croix-de-Vie sur la côte de Lumière, dans la région Pays de la Loire en Vendée.
Elle est édifiée en 1850 en hommage à Joséphine de Beauharnais à la suite d'une demande formulée en janvier 1837 par seize capitaines du port de Croix-de-Vie. Ils demandent l'établissement d'un feu de port qui pourrait être aperçu à deux ou trois lieues en mer et placé à l'extrémité du môle de Croix de Vie.
Premier phare du port de la commune, la tour haute de 8 mètres, comporte une lanterne de 3,5 mètres ; elle est mise en service de 1852 à 1880.
Jusqu'en 1875, elle indique l'entrée du port avant d'être reconvertie en dépôt d'explosifs. Parfois, la tour est aussi désignée sous le nom de « Tour à Dynamite ».
La réfection de la tour, sa couronne et sa lanterne, en 2000 par le Conseil général de la Vendée, lui redonne toute sa splendeur.
Un jardin public est ouvert en 2003 autour de cette tour.